# Facultad de Educación (Universidad de Murcia)

## Historia
En 1972 la Escuela Normal se integró en la Universidad de Murcia como Escuela Universitaria de Formación del Profesorado de Educación General Básica y al promulgarse la ley de Reforma Universitaria (LRU) en 1983 pasó a denominarse Escuela de Magisterio, situando así su sede en el Campus de Espinardo. En 1987 la Facultad pasó a llamarse  Facultad de Filosofía, de Psicología y de Ciencias de la Educación. La Facultad de Educación de la Universidad de Murcia se constituyó el 31 de julio de 1992 tras integrarse la Escuela de Magisterio y la Sección de Pedagogía que pertenecían a la Facultad de Filosofía y Ciencias de la Educación y ya en 1998 y 2001 se añadieron la Titulación de Psicopedagogía y  la Diplomatura de Educación Social respectivamente.

## Estudios
En la Facultad de Educación de la Universidad de Murcia se imparten las siguientes titulaciones oficiales:
Grados
Las cuatro titulaciones de grado que se imparten son:
- Grado en Educación Primaria.
- Grado en Pedagogía.
- Grado en Educación Infantil.
- Grado en Educación Social.

Másteres
Y las ocho titulaciones de Master son:
- Formación del Profesorado de Educación Secundaria Obligatoria y Bachillerato, Formación Profesional, Enseñanza de Idiomas y Enseñanzas Artísticas
- Investigación e Innovación en Educación Infantil y Primaria
- Educación y Museos: Patrimonio, Identidad y Mediación Cultural
- Investigación Musical
- Tecnología Educativa: e-learning y Gestión del Conocimiento
- Orientación, Asesoramiento y Mediación Familiar
- Inclusión-Exclusión Social y Educativa: Políticas, Programas y Prácticas
- Investigación, Evaluación y Calidad en Educación

## Servicios
Biblioteca/hemeroteca
La planta baja de la biblioteca Luis Vives, situada en el Campus de Espinardo, cuenta con una sala de libre acceso donde se encuentra una colección de fondos especializados en los estudios relacionados con las facultades de Ciencias del Trabajo, Educación, Filosofía y Trabajo Social.

## Departamentos
- Didáctica de la Lengua y la Literatura (Español, Inglés y Francés)
- Didáctica de las Ciencias Experimentales
- Didáctica de las Ciencias Matemáticas y Sociales
- Didáctica y Organización Escolar
- Expresión Plástica, Musical y Dinámica
- Métodos de Investigación y Diagnóstico en Educación
- Psicología Evolutiva y de la Educación
- Religión
- Teoría e Historia de la Educación

## Patrón
El patrón de la Facultad de Educación es San José de Calasanz, por lo que el día 27 de noviembre no hay docencia en la Facultad de Educación.